# Sugar Ray Norcia
Sugar Ray Norcia (Stonington, 6 juni 1954) is een Amerikaanse bluesmuzikant (zang, mondharmonica).

## Biografie
Ray Norcia begon op de middelbare school met het mondharmonicaspel. Nadat hij was verhuisd naar Providence, formeerde hij de band Bluetones, die optrad in plaatselijk clubs, maar ook als band speelde voor artiesten op tournee, waaronder Big Walter Horton, Big Mama Thornton, Big Joe Turner en Roosevelt Sykes.
Tussen 1982 en 1991 nam hij als soloartiest verschillende albums op voor Rounder Records en Bullseye Records. In 1999 werd hij zanger van Roomful of Blues, waarmee hij drie albums opnam en intensief toerde. In 1998 verliet hij de band en nam hij Sweet & Swingin'  op. Hij speelde o.a. ook op de voor een Grammy Award genomineerde cd Superharps, samen met James Cotton, Billy Branch en Charlie Musselwhite. In 2007 nam hij met de Bluetones zijn tot dan toe laatste cd op.

## Discografie
- 1979: Sugar Ray and the Bluetones
- 1980: Little Boy Blue Big Walter Horton live Sugar Ray and the Bluetones
- 1982: Ronnie Earl and the Broadcasters FEATURING THE SENSATIONAL SUGAR RAY
- 1984: Smokin Ronnie Earl and the Broadcasters met Sugar Ray en Kim Wilson
- 1985: They call me Mister Earl Ronnie Earl and the Broadcasters (inclusief 4 Sugar Ray songs)
- 1986: I like it when it rains Ronnie Earl (Sugar Ray zang Midnight Clothes)
- 1988: Deep Blues
- 1989: Soul Deep Miki Honycutt (met Sugar Ray and the Bluetones Band)
- 1989: Knockout Sugar Ray and the Bluetones
- 1991: Jimmy Rogers met Ronnie Earl and the Broadcasters (live In Duitsland Sugar Ray harmonica)
- 1991: Surrounded by love Ronnie Earl and the Broadcasters met Robert Lockwood jr. en Sugar Ray
- 1991: Don’t stand in my way Sugar Ray and the Bluetones
- 1992: An Peebles (Sugar Ray harmonica)
- 1994: Nothing else matters Otis Grand
- 1994: Deep into it David Maxwell (Sugar Ray zang op Ain't Nobody’s Business)
- 1994: Evil gal blues Michelle Willson  (Sugar Ray en Michelle duet You Got What It Takes)
- 1994: Take it from me Little Anthony en Sugar Ray
- 1994: Dance all night Roomful of Blues
- 1996: So emotional Michelle Wilson (duet Real Lovin' Mama)
- 1996: Rhythm and Bones Porkey Cohen (Sugar Ray zang Sent For You Yesterday)
- 1996: Turn it on, turn it up Roomful of Blues
- 1997: Under one roof Roomful of Blues
- 1997: Roomful of Christmas Roomful of Blues
- 1997: Farmer John Roomful of Blues (livesingle)
- 1998: Sweet and swinging Sugar Ray
- 1999: Late night walk Michael Williams (met David 'Fathead' Newman, Sugar Ray Norcia en Bruce Katz)
- 1999: Superharps James Cotton, Charlie Musselwhite, Sugar Ray Norcia en Billy Branch (drie Sugar Ray Songs)
- 2000: You knock me out Sax Gordon (Sugar Ray zang You Knock Me Out met Sax Gordon en Duke Robillard)
- 2000: Back on Top Pinetop Perkins (Sugar Ray harp bij 5 songs)
- 2001: Blow Mrl Low Doug James (Sugar Ray zang Dirty People en I Want A Little Girl)
- 2001: Rockin Sugar Daddy Sugar Ray and the Bluetones
- 2003: Sugar Ray and the Bluetones met Monster Mike Welch
- 2003: Blues in My Heart Chris Flory met Duke Robillard en Friends (Sugar Ray zang 2 songs)
- 2005: Hands across the Table Sugar Ray and the Bluetones
- 2005: The Legend Jimmy T99 Nelson (Sugar Ray harmonica 3 songs)
- 2005: House of Vlue Rags The Rico Blues Combo (Sugar Ray speelt op drie songs van de Italiaanse Blues Band)
- 2007: Bocce Boogie live 1978-opnamen van Big Walter Horton met Sugar Ray and the Bluetones, Johnny Nicholas, Ronnie 'Youngblood' Earl en Ted Harvey.
- 2007: Daylight Jumper Matt McCabe (Sugar Ray zingt op drie songs)
- 2007: Duke Bobilliard’s world full of Blues (Sugar Ray speelt harp op drie songs)
- 2007: Thats what I found out Maurizo Pugno (Sugar Ray Co-Autor, zingt en speelt harmonica op 14 van 17 songs)
- 2007: My live, my friends, my music The Sugar Ray & The Bluetones Big Band
- 2014: Living Tear To Tear Sugar Ray & The Bluetones

- Bibliothèque nationale de France: cb167422691 (data)
- Gemeinsame Normdatei: 1060076608
- International Standard Name Identifier: 0000 0000 3323 9078
- Library of Congress Control Number: n93021898
- MusicBrainz: ecc5119f-2ce2-4561-8c36-3aa4dd49e281
- Virtual International Authority File: 33665887
- WorldCat: E39PBJdrFrtQdrx4rRGFDfjXBP